# 摩根山丘站
摩根山丘站（英語：Morgan Hill station）位于美国加利福尼亚州摩根山丘，是加州列车（Caltrain）的车站之一。该站为旧金山、圣马刁县和圣克拉拉县的通勤者提供服务。